# 67e Golden Globe Awards

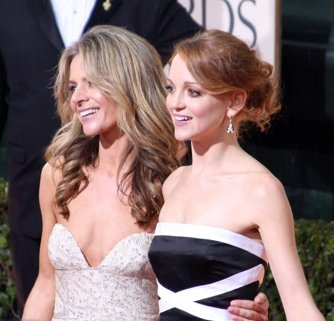
Jessalyn Gilsig en Jayma Mays

De 67e Golden Globe Awards, waarbij de prijzen werden uitgereikt in verschillende categorieën voor de beste films en beste televisieprogramma's van 2009, het vond plaats op 17 januari 2010 in het Beverly Hilton Hotel in Beverly Hills, Californië. De ceremonie werd gepresenteerd door Ricky Gervais.

## Winnaars en genomineerde

### Film

#### Beste dramafilm
- Avatar
  - The Hurt Locker
  - Inglourious Basterds
  - Precious
  - Up in the Air

#### Beste komische of muzikale film
- The Hangover
  - (500) Days of Summer
  - It's Complicated
  - Julie & Julia
  - Nine

#### Beste Regisseur
- James Cameron - Avatar
  - Kathryn Bigelow - The Hurt Locker
  - Clint Eastwood - Invictus
  - Jason Reitman - Up in the Air
  - Quentin Tarantino - Inglourious Basterds

#### Beste acteur in een dramafilm
- Jeff Bridges - Crazy Heart
  - George Clooney - Up in the Air
  - Colin Firth - A Single Man
  - Morgan Freeman - Invictus
  - Tobey Maguire - Brothers

#### Beste actrice in een dramafilm
- Sandra Bullock - The Blind Side
  - Emily Blunt - The Young Victoria
  - Helen Mirren - The Last Station
  - Carey Mulligan - An Education
  - Gabourey Sidibe - Precious

#### Beste acteur in een komische of muzikale film
- Robert Downey jr. - Sherlock Holmes
  - Matt Damon - The Informant!
  - Daniel Day-Lewis - Nine
  - Joseph Gordon-Levitt - (500) Days of Summer
  - Michael Stuhlbarg - A Serious Man

#### Beste actrice in een komische of muzikale film
- Meryl Streep - Julie & Julia
  - Meryl Streep - It's Complicated
  - Sandra Bullock - The Proposal
  - Marion Cotillard - Nine
  - Julia Roberts - Duplicity

#### Beste mannelijke bijrol
- Christoph Waltz - Inglourious Basterds
  - Matt Damon - Invictus
  - Woody Harrelson - The Messenger
  - Christopher Plummer - The Last Station
  - Stanley Tucci - The Lovely Bones

#### Beste vrouwelijke bijrol
- Mo'Nique - Precious
  - Penélope Cruz - Nine
  - Vera Farmiga - Up in the Air
  - Anna Kendrick - Up in the Air
  - Julianne Moore - A Single Man

#### Beste script
- Jason Reitman & Sheldon Turner - Up in the Air
  - Neill Blomkamp & Terri Tatchell - District 9
  - Mark Boal - The Hurt Locker
  - Nancy Meyers - It's Complicated
  - Quentin Tarantino - Inglourious Basterds

#### Beste filmmuziek
- Michael Giacchino - Up
  - Marvin Hamlisch - The Informant!
  - James Horner - Avatar
  - Abel Korzeniowski - A Single Man
  - Karen O & Carter Burwell - Where the Wild Things Are

#### Beste filmsong
- "The Weary Kind" – Crazy Heart
  - "Cinema Italiano" – Nine
  - "(I Want to) Come Home" – Everybody's Fine
  - "I See You" – Avatar
  - "Winter" – Brothers

#### Beste buitenlandse film
- The White Ribbon - Duitsland
  - Baarìa – La porta del vento - Italië
  - Broken Embraces - Spanje
  - The Maid - Chili
  - A Prophet - Frankrijk

#### Beste animatiefilm
- Up
  - Het Regent Gehaktballen
  - Coraline
  - Fantastic Mr. Fox
  - De Prinses en de Kikker

### Televisie

#### Beste dramaserie
- Mad Men
  - Big Love
  - Dexter
  - House
  - True Blood

#### Beste komische of muzikale serie
- Glee
  - 30 Rock
  - Entourage
  - Modern Family
  - The Office US

#### Beste televisiefilm of miniserie
- Grey Gardens
  - Georgia O'Keeffe
  - Into the Storm
  - Little Dorrit
  - Taking Chance

#### Beste acteur in een dramaserie
- Michael C. Hall - Dexter
  - Simon Baker - The Mentalist
  - Jon Hamm - Mad Men
  - Hugh Laurie - House
  - Bill Paxton - Big Love

#### Beste actrice in een dramaserie
- Julianna Margulies - The Good Wife
  - Glenn Close - Damages
  - January Jones - Mad Men
  - Anna Paquin - True Blood
  - Kyra Sedgwick - The Closer

#### Beste acteur in een komische of muzikale serie
- Alec Baldwin - 30 Rock
  - Steve Carell - The Office US
  - David Duchovny - Californication
  - Thomas Jane - Hung
  - Matthew Morrison - Glee

#### Beste actrice in een komische of muzikale serie
- Toni Collette - United States of Tara
  - Courteney Cox - Cougar Town
  - Edie Falco - Nurse Jackie
  - Tina Fey - 30 Rock
  - Lea Michele - Glee

#### Beste acteur in een miniserie of televisiefilm
- Kevin Bacon - Taking Chance
  - Kenneth Branagh - Wallander: One Step Behind
  - Chiwetel Ejiofor - Endgame
  - Brendan Gleeson - Into the Storm
  - Jeremy Irons - Georgia O'Keeffe

#### Beste actrice in een miniserie of televisiefilm
- Drew Barrymore - Grey Gardens
  - Joan Allen - Georgia O'Keeffe
  - Jessica Lange - Grey Gardens
  - Anna Paquin - The Courageous Heart of Irena Sendler
  - Sigourney Weaver - Prayers for Bobby

#### Beste mannelijke bijrol in een televisieserie, miniserie of televisiefilm
- John Lithgow - Dexter
  - Michael Emerson - Lost
  - Neil Patrick Harris - How I Met Your Mother
  - William Hurt - Damages
  - Jeremy Piven - Entourage

#### Beste vrouwelijke bijrol in een televisieserie, miniserie of televisiefilm
- Chloë Sevigny - Big Love
  - Jane Lynch - Glee
  - Jane Adams - Hung
  - Rose Byrne - Damages
  - Janet McTeer - Into the Storm

### Cecil B. DeMille Award
- Martin Scorsese